# Лумедзане (футбольный клуб)
1. перенаправление Лумеццане (футбольный клуб)